# Frederick Goodhue
Frederick Goodhue (ur. 26 kwietnia 1867 w London, zm. 30 grudnia 1940 w Devon) – szkocki rugbysta, reprezentant kraju, lekarz.
Uczęszczał do London School, a po wyjeździe do Szkocji do Merchiston Castle School. Od 1885 roku studiował medycynę w Gonville and Caius College wchodzącym w skład Uniwersytetu w Cambridge, studia ukończywszy z tytułem B.A. w roku 1890. Pracował i praktykował w Londynie i Watford. Podczas I wojny światowej służył w Royal Fusiliers.
W barwach uniwersyteckiego zespołu rugby w latach 1885–1886 dwukrotnie wystąpił w Varsity Match przeciwko drużynie z Oxford. W latach 1890–1892 rozegrał w Home Nations Championship dziewięć spotkań dla szkockiej reprezentacji zdobywając jedno przyłożenie.